# Bodtjärnarna (Hotagens socken, Jämtland, 714173-142292)
Bodtjärnarna är en sjö i Krokoms kommun i Jämtland och ingår i Ångermanälvens huvudavrinningsområde. Bodtjärnarna ligger i Gråberget-Hotagsfjällen Natura 2000-område.